# 西艾斯利普 (紐約州)
西艾斯利普（英語：West Islip）是位於美國紐約州薩福克縣的普查規定居民點。

## 人口
根據2020年美國人口普查的數據，西艾斯利普的面積為20.22平方千米，當中陸地面積為15.78平方千米，而水域面積為4.44平方千米。當地共有人口27048人，而人口密度為每平方千米1,337.69人。